# Paño africano

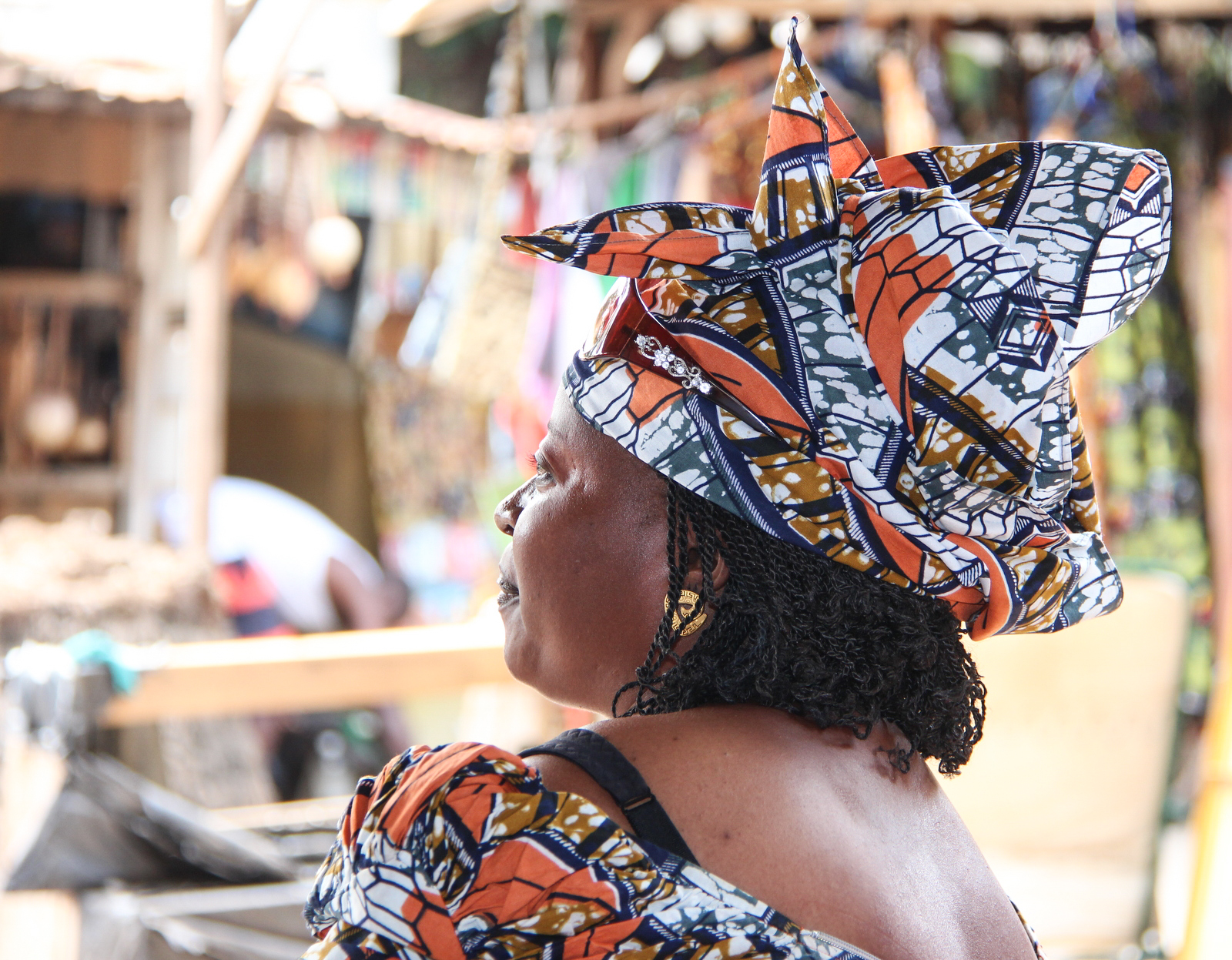
Mujer llevando un paño africano en la cabeza o Guelé

El paño africano (conocido en yoruba como guelé) es un accesorio femenino utilizado extensivamente en zonas de África occidental, central y meridional. Consiste en un paño o pañuelo atado a la cabeza, pudiendo o no recoger el cabello. Dependiendo de si es para uso cotidiano o formal, la tela es de mejor calidad o peor.
Dependiendo de la región y la etnia recibe distintos nombres, aunque el más extendido es gele o guelé, en yoruba. En Sudáfrica y Namibia, los Afrikáans llaman doek a la prenda para referirse a las mujeres que viven en el entorno rural. En Malawi, Zimbabue y Ghana se le conoce como duku o dhuku. En Botsuana como tukwi.
El uso y significado varia enormemente de una región a otra. Puede tener un uso religioso, decorativo, o también funcional.

## Uso

### África occidental
En Ghana es costumbre que las mujeres se coloquen el paño los días festivos religiosos semanal (el domingo si es cristiana, el sábado si es cristiana de la Iglesia Adventista del Séptimo Día y el viernes si es musulmana).
En Nigeria, el guelé se ha convertido en un símbolo de la Yoruba y suelen ser más largos a la par que más elaborados. Las mujeres yoruba suelen tener paños de diferente naturaleza, unos para el día a día y otros para eventos especiales como bodas o bautizos.

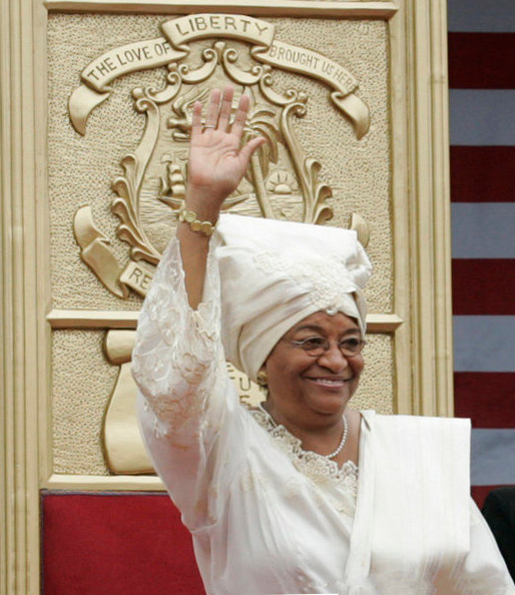
La presidenta del gobierno de Liberia, Ellen Johnson, portando un guelé

Los guelé suelen cubrir el cabello entero e incluso las orejas si se trata de un evento especial. Lo único que no se tapa son los lóbulos de las orejas, para poder colgarse pendientes. Además, se pueden acompañar del pagne, la prenda que cubre todo el cuerpo, y pueden tener el mismo motivo decorativo o diferente.

### África del Sur
En Malawi los pañuelos suelen ser de menor tamaño en comparación con los nigerianos. Además, las mujeres los llevan también para dormir para proteger el cabello.
En Sudáfrica las monjas y otras mujeres relacionadas con la Iglesia llevan pañuelos africanos blancos. Las mujeres de la etnia Shangaan en Zimbabue y Sudáfrica llevan el pañuelo únicamente como accesorio y en algunos eventos a veces prefieren no llevarlos.

### Estados Unidos y Europa

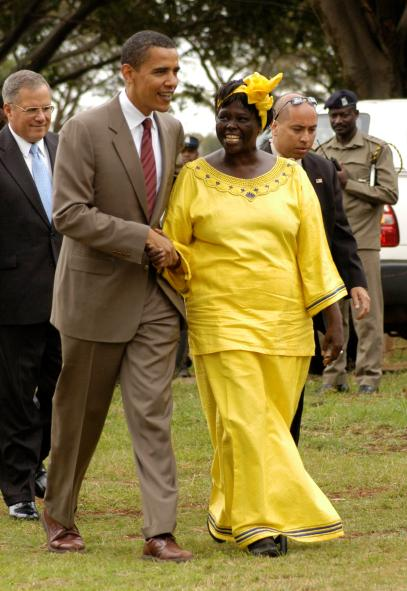
La activista keniata Wangari Maathai recibiendo a Barack Obama con un guelé del mismo color que su pagne (vestido)

Durante el siglo XX, nació entre las comunidades afroamericanas de Estados Unidos un movimiento cultural que buscaba su pasado en África. Fue conocido en los años 1960 como Black Pride. Las mujeres, especialmente entre las jóvenes, empezaron a utilizar el paño africano como reivindicación.
La nueva estética se difundió por el resto del mundo occidental con comunidades africanas, como suburbios de París, Londres, Manchester...